# Witali Zykunow
Witali Wiktorowitsch Zykunow (russisch Виталий Викторович Цыкунов, engl. Transkription Vitaliy Viktorovich Tsykunow; * 22. Januar 1987 in Semipalatinsk, Kasachische SSR, UdSSR) ist ein ehemaliger kasachischer Leichtathlet, der sich auf den Hochsprung spezialisiert hat. Seinen größten Erfolg feierte er im Jahr 2009 mit dem Gewinn der Goldmedaille bei den Hallenasienspielen in Hanoi sowie der Bronzemedaille bei den Asienspielen 2010.

## Sportliche Laufbahn
Erste internationale Erfahrungen sammelte Witali Zykunow im Jahr 2006, als er bei den Juniorenasienmeisterschaften in Macau mit übersprungenen 2,16 m die Bronzemedaille gewann. Anschließend schied er bei den Juniorenweltmeisterschaften in Peking mit 2,10 m in der Qualifikationsrunde aus. Im Jahr darauf erreichte er bei den Asienmeisterschaften in Amman mit 2,10 m Rang elf und anschließend schied er bei der Sommer-Universiade in Bangkok mit einem Sprung über dieselbe Höhe in der Vorrunde aus. Im November startete er bei den Hallenasienspielen in Macau und belegte dort mit 2,15 m den sechsten Platz. 2009 verpasste er bei den Studentenweltspielen in Belgrad mit 2,00 m den Finaleinzug und anschließend siegte er dann bei den Hallenasienspielen in Hanoi mit übersprungenen 2,22 m. Kurz darauf gewann er bei den Asienmeisterschaften in Guangzhou mit 2,20 m die Bronzemedaille hinter Manjula Kumara aus Sri Lanka und dem Chinesen Huang Haiqiang. 2010 klassierte er sich bei den Hallenasienmeisterschaften in Teheran mit 2,11 m auf dem zehnten Platz und im November sicherte er sich bei den Asienspielen in Guangzhou mit einer Höhe von 2,19 m die Bronzemedaille hinter dem Katarer Mutaz Essa Barshim und Hiromi Takahari aus Japan. 2014 startete er ein weiteres Mal bei den Asienspielen im südkoreanischen Incheon, kam dort aber mit 2,15 m nicht über Rang 14 hinaus. Im Juni 2015 bestritt er in Almaty seinen letzten offiziellen Wettkampf und beendete daraufhin seine aktive sportliche Karriere im Alter von 28 Jahren.
In den Jahren 2010 und 2015 wurde Zykunow kasachischer Meister im Hochsprung.

## Persönliche Bestleistungen
- Hochsprung: 2,22 m, 1. Juli 2012 in Almaty
  - Hochsprung (Halle): 2,22 m, 1. November 2009 in Hanoi